# Золотий м'яч 2016
«Золотий м'яч 2016»

12 грудня 2016
Найкращий футболіст світу: 
 Кріштіану Роналду
 (вчетверте)

← 2015 * Золотий м'яч * 2017 →
Золотий м'яч 2016 року — 61-ше щорічне вручення нагороди найкращому футболісту світу за підсумками опитування від журналу «Франс Футбол». Церемонія нагородження відбулася 12 грудня 2016 року.
У вересні 2016 року «Франс Футбол» оголосив, що їх партнерство з ФІФА щодо нагороди «Золотий м'яч ФІФА» завершилося, і керівництво журналу вирішило відродити нагороду «Золотий м'яч», вважаючи нагородження 2016 року 61-м нагородженням, тобто враховуючи усі спільні нагородження «Золотий м'яч ФІФА».

## Процедура голосування
Участь у голосуванні взяли 173 спортивні журналісти, що представляли ЗМІ своїх країн з усіх 6 футбольних конфедерацій світу.
Перед проведенням опитування журналістами «Франс Футбол» був складений попередній список із 30 претендентів на нагороду та оприлюднений 24 жовтня 2016 року.
Кожен із членів журі обирав трьох футболістів, які, на його думку, є найкращими гравцями світу. За перше місце нараховували 5 очок, за друге — три, за третє — одне очко. Переможець максимально міг отримати 865 очок.
Представник від України (спортивний журналіст Ігор Лінник) включив у свою анкету наступних гравців: 1-ше місце — Кріштіану Роналду; 2-ге — Антуан Грізманн; 3-тє — Джеймі Варді.
Результати голосування були опубліковані 13 грудня 2016 року в журналі France Football (№ 3685).

## Підсумки голосування
Володарем нагороди став 31-річний португальський нападник мадридського «Реал» Кріштіану Роналду, який у тому ж році у складі свого клубу став переможцем Ліги чемпіонів та найкращим бомбардиром турніру, а у складі збірної Португалії — переможцем чемпіонату Європи.
Друге місце посів Ліонелем Мессі, третє — фіналіст чемпіонату Європи у складі збірної Франції та найкращий гравець та бомбардир турніру — Антуан Грізманн.
Це четвертий з п'яти трофеїв «Золотий м'яч» виграних Кріштіану Роналду.
| Місце | Гравець              | Клуб                              | Країна     | Очки | %      | Місця | Місця | Місця | К-ть голосів |
| Місце | Гравець              | Клуб                              | Країна     | Очки | %      | 1-ше  | 2-ге  | 3-тє  | К-ть голосів |
| --- | -------------------- | --------------------------------- | ---------- | ---- | ------ | ----- | ----- | ----- | ------------ |
| 1 | Кріштіану Роналду    | Реал Мадрид                       | Португалія | 745  | 86.1 % | 137   | 18    | 6     | 161          |
| 2 | Ліонель Мессі        | Барселона                         | Аргентина  | 316  | 36.5 % | 13    | 74    | 29    | 116          |
| 3 | Антуан Грізманн      | Атлетіко                          | Франція    | 198  | 22.9 % | 7     | 38    | 49    | 94           |
| |                      |                                   |            |      |        |       |       |       |              |
| 4 | Луїс Суарес          | Барселона                         | Уругвай    | 91   | 10.5 % | 3     | 15    | 31    | 49           |
| 5 | Неймар               | Барселона                         | Бразилія   | 68   | 7.9 %  | 3     | 10    | 23    | 36           |
| 6 | Гарет Бейл           | Реал Мадрид                       | Уельс      | 60   | 6.9 %  | 5     | 8     | 11    | 24           |
| 7 | Ріяд Махрез          | Лестер Сіті                       | Алжир      | 20   | 2.3 %  | 1     | 4     | 3     | 8            |
| 8 | Джеймі Варді         | Лестер Сіті                       | Англія     | 11   | 1.3 %  | 1     | 1     | 3     | 5            |
| 9 | Пепе                 | Реал Мадрид                       | Португалія | 8    | 0.9 %  | 1     | 1     |       | 2            |
| 9 | Джанлуїджі Буффон    | Ювентус                           | Італія     | 8    | 0.9 %  | 1     |       | 3     | 4            |
| |                      |                                   |            |      |        |       |       |       |              |
| 11 | П'єр-Емерік Обамеянг | Боруссія Дортмунд                 | Габон      | 7    | 0.8 %  |       | 2     | 1     | 3            |
| 12 | Руй Патрісіу         | Спортінг                          | Португалія | 6    | 0.7 %  | 1     |       | 1     | 2            |
| 13 | Златан Ібрагімович   | Парі Сен-Жермен Манчестер Юнайтед | Швеція     | 5    | 0.6 %  |       | 1     | 2     | 3            |
| 14 | Поль Погба           | Ювентус Манчестер Юнайтед         | Франція    | 4    | 0.5 %  |       | 1     | 1     | 2            |
| 14 | Артуро Відаль        | Баварія                           | Чилі       | 4    | 0.5 %  |       |       | 4     | 4            |
| 16 | Роберт Левандовський | Баварія                           | Польща     | 3    | 0.3 %  |       |       | 3     | 3            |
| 17 | Тоні Кроос           | Реал Мадрид                       | Німеччина  | 1    | 0.1 %  |       |       | 1     | 1            |
| 17 | Лука Модрич          | Реал Мадрид                       | Хорватія   | 1    | 0.1 %  |       |       | 1     | 1            |
| 17 | Дімітрі Паєт         | Вест Гем Юнайтед                  | Франція    | 1    | 0.1 %  |       |       | 1     | 1            |
| Перелік футболістів, які були у списку номінантів від «Франс Футбол», але не отримали жодного голосу від 173 респондентів |                      |                                   |            |      |        |       |       |       |              |
| - | Серхіо Агуеро        | Манчестер Сіті                    | Аргентина  | 0    |        |       |       |       |              |
| - | Кевін Де Брейне      | Манчестер Сіті                    | Бельгія    | 0    |        |       |       |       |              |
| - | Пауло Дибала         | Ювентус                           | Аргентина  | 0    |        |       |       |       |              |
| - | Дієго Годін          | Атлетіко                          | Уругвай    | 0    |        |       |       |       |              |
| - | Гонсало Ігуаїн       | Наполі Ювентус                    | Аргентина  | 0    |        |       |       |       |              |
| - | Андрес Іньєста       | Барселона                         | Іспанія    | 0    |        |       |       |       |              |
| - | Коке                 | Атлетіко                          | Іспанія    | 0    |        |       |       |       |              |
| - | Уго Льоріс           | Тоттенгем Готспур                 | Франція    | 0    |        |       |       |       |              |
| - | Томас Мюллер         | Баварія                           | Німеччина  | 0    |        |       |       |       |              |
| - | Мануель Ноєр         | Баварія                           | Німеччина  | 0    |        |       |       |       |              |
| - | Серхіо Рамос         | Реал Мадрид                       | Іспанія    | 0    |        |       |       |       |              |

Джерела:

## Цікаві факти

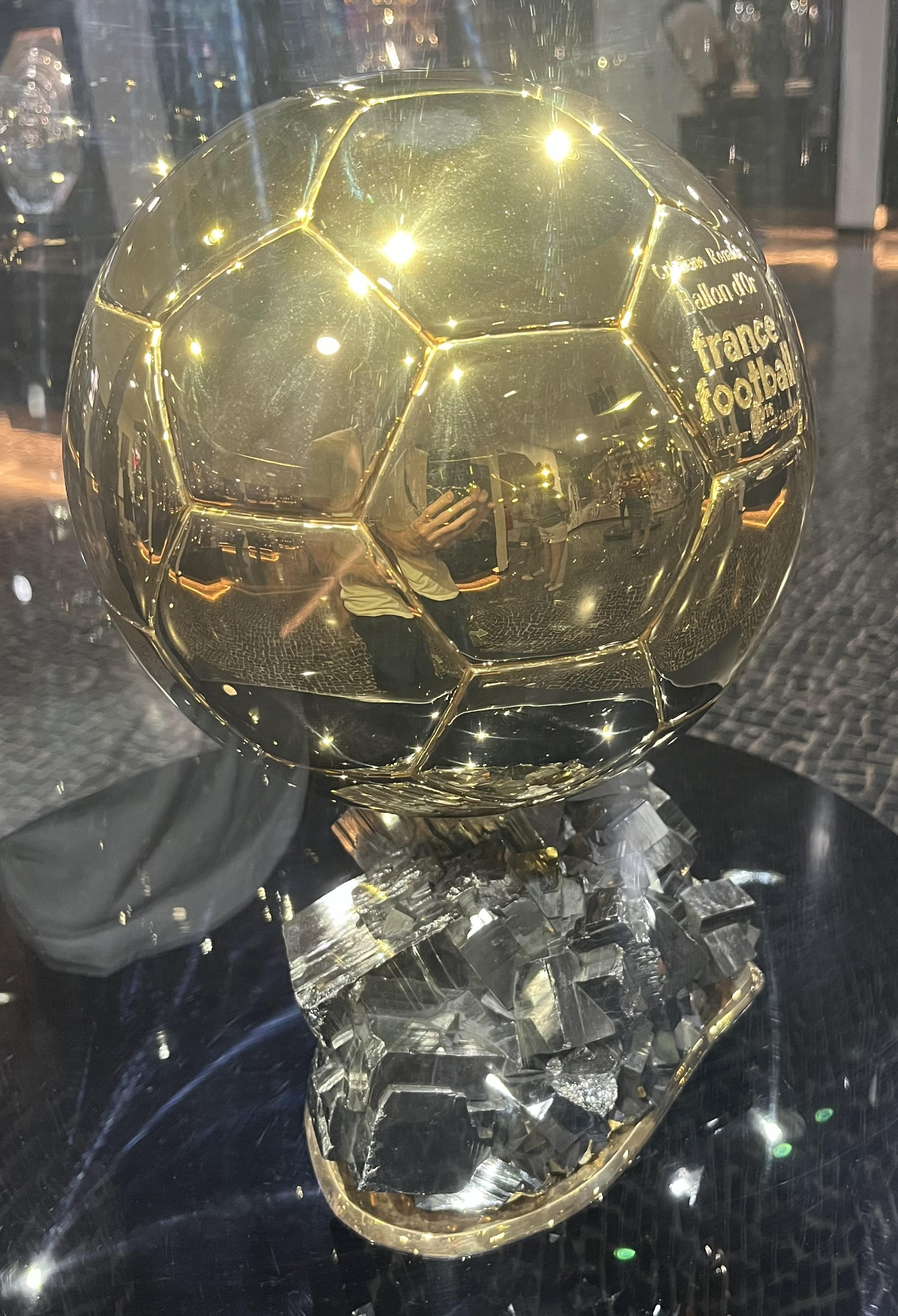
Золотий м'яч Кріштіану Роналду

- Розподіл по амплуа серед 19 футболістів згаданих в анкетах наступний: 2 воротарі, 1 захисник, 7 півзахисників та 9 нападників.
- З 19 гравців згаданих в анкетах 13 представляли Європу, 4 — Південну Америку, 2 — Африку.
- Одразу 11 гравців були відзначені на першому місці в анкетах респондентів. Рекордний показник становить — 12 гравців (1995 та 1996 роки). Тут не враховуються дані за період 2010—2015 років, коли вручався Золотий м'яч ФІФА та система опитування була іншою.
- Кріштіану Роналду виграв нагороду з рекордним відривом у 429 очок від другого місця, яке посів Ліонель Мессі.
- Це був четвертий Золотий м'яч для Кріштіану Роналду, тобто найбільше серед європейських футболістів в історії цієї нагороди. Більше лише в представника Південної Америки Ліонеля Мессі — 5 трофеїв.
- Кріштіану Роналду здобув свій четвертий трофей через 8 років після першої перемоги, що стало рекордним показником. Португальський футболіст перевершив своє попереднє досягнення та аргентинеця Ліонеля Мессі — 6 років.
- Ліонель Мессі десятий рік поспіль потрапив у трійку найкращих за підсумками опитувань, що було рекордом за кількістю поспіль подіумів. Аргентинець також залишався лідером за сумарною кількістю призових місць (10) в історії «Золотого м'яча», у Кріштіану Роналду було 9 подіумів (з них — 6 поспіль), їхні найближчі переслідувачі Мішель Платіні та Франц Бекенбауер мали по 5 подіумів.
- Антуан Грізманн став дев'ятим французьким футболістом в історії опитувань, який потрапив у трійку найкращих за підсумками опитувань.
- Кріштіану Роналду набрав 745 з 865 очок, що становить 86,13 % максимально можливої кількості, і цей показник є 22-м серед найкращих за історію вручення трофею «Золотий м'яч». У 2008 році португалець мав кращий результат — 92,91 % очок (446 з 480), а рекордний показник був показаний у 2009 році Ліонелем Мессі — 98,54 % (473 з 480).
- Кріштіану Роналду завоював шостий трофей для Португалії. Лідерами за кількістю трофеїв залишалися Німеччина та Нідерланди — по 7, у Франції та Португалії було по 6 нагород, Італії, Англії, Бразилії та Аргентини — по 5, в Іспанії та СРСР — було по 3 нагороди.
- 19 згаданих в анкетах футболістів представляли 15 країн, зокрема: Португалію та Францію — по 3, Алжир, Англію, Аргентину, Бразилію, Габон, Італію, Німеччину, Польщу, Уельс, Уругвай, Хорватію, Чилі та Швецію — по 1 гравцю.
- 31 рік поспіль в заліку опитувань відсутні представники Угорщини, які до того були постійними учасниками опитувань. Також протягом 29 років поспіль відсутні представники Шотландії, 22 — Австрії, 20 — Швейцарії, 15 — Данії.
- Вперше в анкетах респондентів були згадані представники Алжиру (Ріяд Махрез) та Габону (П'єр-Емерік Обамеянг). Загальна кількість країн чиї представники потрапляли в загальний залік опитувань досягла 55-х, з них Європу представляли — 37 країн, Африку — 10 країн, Пд. Америку — 5 країн, зону КОНКАКАФ — 2 країни та 1 країна Азію.
- Алжир та Габон стали дев'ятою та десятою країнами Африки, представник якої потрапив в залік опитування нагороди «Золотий м'яч». До них африканську конфедерацію футболу в опитуваннях представляли Ліберія, Нігерія, Гана, Сенегал, Камерун, Кот-д'Івуар, Малі та Того.
- Вперше за 4 роки в анкетах респондентів був згаданий англійський футболіст, а також вперше за 3 роки — італійський футболіст.
- Вперше з 1993 року в заліку опитування не було представників Іспанії. До цього іспанські гравці згадувалися в анкетах респондентів протягом 22 років поспіль.
- Усього за 61 рік вручення нагороди найчастіше згадувалися в анкетах хоча б одного разу футболісти Німеччини — у 57 опитуваннях, футболісти Франції згадувалися у 55 опитуваннях, Італії — у 54, Іспанії — у 53, Англії — у 52, Нідерландів та Португалії — у 43, Швеції — у 39, Югославії — у 30, СРСР — у 29, Бельгії — у 27, Данії — у 24, Шотландії, Уельсу та Болгарії — у 23, Бразилії — у 22, Угорщини — у 20 опитуваннях.
- Німецькі футболісти найчастіше потрапляли в загальний залік опитувань — 198 разів, італійські — 174, англійські — 141, французькі — 133, іспанські — 124, нідерландські — 100, португальські — 71, радянські — 66, бразильські — 63, шведські — 55, угорські — 50, югославські — 46, данські — 44, бельгійські — 41 раз.
- Вдвадцяте лауреатом трофею став представник іспанської першості. Іспанський чемпіонат зміцнив лідерство за цим показником, у італійської першості — було 18 трофеїв, у німецької першості — 9, англійської — 6 трофеїв.
- Вдев'яте лауреатом опитування став футболіст мадридського «Реала». До Кріштіану Роналду (три трофеї), це також вдавалося Альфредо Ді Стефано (1957, 1959), Раймону Копа (1957), Луїшу Фігу (2000), Роналду (2002) та Фабіо Каннаваро (2006).
- Мадридський «Реал» вийшов на друге місце за кількістю виграних його гравцями трофеїв «Золотий м'яч». Лідером серед клубів за кількістю «Золотих м'ячів» залишалася «Барселона» — 11 трофеїв, у мадридського «Реала» було 9 нагород, у «Мілана» та «Ювентуса» — по 8, 5 — у «Баварії», 4 — у «Манчестер Юнайтед».
- Всього в анкетах були згадані гравці з 10 клубів, зокрема: мадридського «Реала» — 5, «Барселони» — 3, «Баварії», «Лестер Сіті» та «Манчестер Юнайтед» — по 2, «Атлетіко», дортмундської «Боруссії», «Спортінга», «Вест Гем Юнайтед» та «Ювентуса» — по 1 футболісту.
- Гравці «Лестер Сіті» були згадані в анкетах респондентів вперше з 1966 року, тоді англійський клуб представляв голкіпер збірної Англії — Гордон Бенкс.
- Всього за 61 рік проведення опитувань в анкетах загалом були згадані 709 футболістів зі 195 клубів. Футболісти «Ювентуса» та мадридського «Реала» були згадані хоча б одного разу у 49 опитуваннях, «Барселони» — у 47, «Манчестер Юнайтед» та «Баварії» — у 43, «Інтернаціонале» — у 39, «Мілана» — у 38, «Ліверпуля» — у 25, «Аякса» та «Арсенала» — у 21, «Фіорентіни» та «Тоттенгем Готспур» — у 19, «Кельна» — у 17, «Олімпік» (Марсель) — у 16, «Роми», «Челсі», «Црвени Звезди» та «Бенфіки» — у 15, празької «Дукли», «Гамбурга» та київського «Динамо» — у 14 опитуваннях.
- Лідером за кількістю футболістів, які фігурували за історію опитувань щотижневика «Франс Футбол» був мадридський «Реал» — 50 гравців, «Барселону» представляли 48 гравців, «Ювентус» — 42, «Манчестер Юнайтед» — 39, «Мілан»  — 35, «Баварію» — 30, «Інтернаціонале» — 29, «Ліверпуль» — 22, «Аякс» — 21, «Арсенал» — 18, «Челсі» — 16, «Лаціо» — 14, «Кельн» та марсельський «Олімпік» — по 13, київське «Динамо» — 12, «Бенфіку» — 11 футболістів.
- Мадридський «Реал» став першим клубом, мінімум 50 гравців якого згадувалися в анкетах респондентів за історію проведення опитувань. Причому шестеро з них здобували трофей, а дванадцятеро гравців потравляли на подіуми опитувань.
- Вперше в анкетах респондентів були згадані 8 футболістів, зокрема: Антуан Грізманн, Ріяд Махрез, Джеймі Варді, Пепе, П'єр-Емерік Обамеянг, Руй Патрісіу, Лука Модрич та Дімітрі Паєт.
- Загалом 709 згаданих в анкетах гравців за історію проведення опитувань були представниками 55 країн. Лідерами за кількістю таких футболістів були Німеччина — 65, Італія — 59 та Англія — 56 гравців. У десятку лідерів також входили Франція — 54, Іспанія — 51, Нідерланди — 38, СРСР — 29, Португалія — 26, Югославія (Сербія та Чорногорія) — 25, Бразилія — 24 гравці.
- Кріштіану Роналду втринадцяте потрапивши у заліки опитувань вийшов у лідери в історії вручення нагороди за цим показником. У Франца Бекенбауера та Йоган Кройфа було по 12 згадувань у заліках опитувань, Ліонель Мессі та Златан Ібрагімович наздогнали Еусебіу, Мішеля Платіні, Зінедіна Зідана та Паоло Мальдіні — в усіх було по 11 потраплянь, у Льва Яшина, Джанні Рівери, Герда Мюллера та Мікаеля Лаудрупа — по 10, у Боббі Чарлтона, Сандро Маццоли та Тьєррі Анрі — було по 9 потраплянь.
- Ліонель Мессі вдесяте потрапив у п'ятірку найкращих за підсумками опитувань, наздогнавши за цим показником багаторічного лідера Франца Бекенбауера. За ними розташовувалися Кріштіану Роналду — 9 разів, Мішель Платіні — 8, Йоган Кройф — 7, Еусебіу та Зінедін Зідан — по 6, а також Карл-Гайнц Румменігге, Луїс Суарес, Андрій Шевченко, Тьєррі Анрі та Хаві Ернандес — по 5 разів.
- Франц Бекенбауер все ще залишався лідером за кількістю потраплянь у 10-ку найкращих — 11 разів, за ним розташовувалися Ліонель Мессі та Кріштіану Роналду — по 10, Мішель Платіні та Йоган Кройф — по 9, Еусебіу, Джанні Рівера та Герд Мюллер — по 8, Боббі Чарлтон, Карл-Гайнц Румменігге, Зінедін Зідан та Тьєррі Анрі — по 7 разів.